# Pierre-Frédéric Minal
Pierre-Frédéric Minal est un homme politique français né le 31 août 1789 à Héricourt (Haute-Saône) et mort le 13 mai 1882 à Beaucourt (Territoire de Belfort).

## Biographie
Officier de carrière, chef de bataillon d'infanterie lorsqu'il est fait officier de la Légion d'honneur en 1815, il prend sa retraite sous la Restauration et reprend la filature familiale. Opposant à la Monarchie de Juillet, il est député de la Haute-Saône de 1848 à 1849.